# Чокурдах
Чокурда́х (якут. Чокуурдаах) — посёлок городского типа в Якутии, административный центр Аллаиховского улуса.

## Этимология
Название поселение произошло от одноименной реки Чокурдах, гидроним же в свою очередь имеет тюркское происхождение и образован от: якут. чокур — «кремень» и -даах — аффикс обладания.

## География
Расположен близ устья на левом берегу реки Индигирки, впадающей в Восточно-Сибирское море. Расстояние до Якутска воздушным путём составляет 1360 км.

### Климат
| Показатель                    | Янв.  | Фев.  | Март  | Апр.  | Май  | Июнь  | Июль | Авг. | Сен.  | Окт.  | Нояб. | Дек.  | Год   |
| ----------------------------- | ----- | ----- | ----- | ----- | ---- | ----- | ---- | ---- | ----- | ----- | ----- | ----- | ----- |
| Абсолютный максимум, °C       | −8,1  | −11,1 | −3,4  | 4,9   | 22,8 | 30,0  | 31,6 | 29,3 | 20,6  | 6,1   | −0,9  | −6    | 31,6  |
| Средний суточный максимум, °C | −30,4 | −29,3 | −23,4 | −13,7 | −1,5 | 10,7  | 16   | 12,1 | 4     | −8,8  | −21,4 | −28,1 | −9,5  |
| Средняя температура, °C       | −33,9 | −32,7 | −27,5 | −18,4 | −5,3 | 5,8   | 10,6 | 7,6  | 1,2   | −11,5 | −24,6 | −31,6 | −13,4 |
| Средний суточный минимум, °C  | −37,1 | −35,9 | −31,2 | −22,9 | −8,9 | 2,1   | 6,4  | 4,1  | −1    | −14,4 | −27,9 | −35   | −16,8 |
| Абсолютный минимум, °C        | −54,4 | −50,3 | −48,2 | −42,6 | −30  | −11,2 | −1,3 | −4,8 | −18,2 | −35,1 | −46,9 | −49,8 | −54,4 |
| Норма осадков, мм             | 10    | 10    | 9     | 7     | 11   | 24    | 28   | 30   | 23    | 20    | 17    | 14    | 203   |
| Источник: Погода и климат     |       |       |       |       |      |       |      |      |       |       |       |       |       |

Абсолютный минимум октября в Чокурдахе один из наивысших в Республике, всего на 0.3° холоднее Зырянки и также едва достигает -35°, притом в июле минимум температуры на +9.9° выше чем в июне, так как в Аллахиевском улусе в это летнее время нарастание безморозности и тепление одно из самых быстрых в Якутии по этому периоду. По многим зимним критериям часто самый холодный месяц февраль, март же сопоставим с декабрём по многим самым холодным зимним показателям, также тут наблюдается самый долгий период без оттепелей по всей Якутии, в отдельные годы он может достигать чистых 8 месяцев, начинаясь с середины сентября и завершаясь к середине мая.

## История
Населённый пункт основан 5 ноября 1936 года. Статус посёлка городского типа — с 1981 года. Посёлок активно развивался до конца 1980-х годов как транспортный узел — через морской причал принимались генеральные грузы для сельских поселений континентальной Якутии, навигация здесь длится менее трёх месяцев. Аэропорт Чокурдах служил отправной точкой для отправки в Северный Ледовитый океан высокоширотных научных экспедиций.

## Население
| 1959  | 1970  | 1979  | 1989  | 2002  | 2009  | 2010  |
| ----- | ----- | ----- | ----- | ----- | ----- | ----- |
| 1116  | ↗2403 | ↗3375 | ↗3845 | ↘2591 | ↘2147 | ↗2367 |
| 2011  | 2012  | 2013  | 2014  | 2015  | 2016  | 2017  |
| ↘2344 | ↘2292 | ↘2233 | ↘2153 | ↘2118 | ↘2068 | ↗2095 |
| 2018  | 2019  | 2020  | 2021  | 2022  | 2023  |       |
| ↘2085 | ↘2068 | ↗2077 | ↘1869 | ↘1861 | ↘1832 |       |

Наряду с соседним селом Русское Устье является местом проживания субэтнической группы русскоустьинцев. 

## Транспорт
Чокурдах связан сезонной зимней автомобильной дорогой 98К008 с посёлком Усть-Нерой.

## Топографические карты
- Лист карты R-55-XV,XVI Чокурдах. Масштаб: 1 : 200 000. Указать дату выпуска/состояния местности.